# Ocellularia turbinata
Ocellularia turbinata är en lavart som beskrevs av Armin Mangold. 
Ocellularia turbinata ingår i släktet Ocellularia och familjen Graphidaceae. Inga underarter finns listade i Catalogue of Life.